# Les Démons (roman, 1956)
Pour les articles homonymes, voir Les Démons (homonymie).
Les Démons, sous-titré D'après la chronique du chef de division Geyrenhoff (titre original : Die Dämonen. Nach der Chronik des Sektionsrates Geyrenhoff), est un roman de l'écrivain autrichien Heimito von Doderer dont l'action se déroule principalement à Vienne en 1926-1927. Il compte 1344 pages dans son édition originale de 1956, publiée par Luckmann (Vienne) et Biederstein (Munich), et 1207 pages dans sa première édition française de 1965 (traduction de Robert Rovini) publiée par Gallimard et rééditée en 1992 en trois volumes de 525, 415 et 543 pages. Ce roman est très généralement considéré comme le sommet de l'œuvre de Doderer. 

## Genèse de l'œuvre
L'action des Démons prolonge celle de l'autre grand roman viennois de Doderer, L'Escalier du Strudlhof, publié en 1951 et dont le récit s'achevait à l'automne 1925 : plusieurs personnages importants se retrouvent de l'un à l'autre. Mais cette succession ne reflète pas la chronologie de leur élaboration puisqu'en réalité Les Démons sont la métamorphose et l'achèvement d'un projet formé au début des années 1930, tandis que Doderer n'a commencé à travailler à L'Escalier que pendant la guerre.
L'œuvre prend naissance en 1929-1930, en un temps difficile pour l'auteur : insuccès littéraire, manque d'argent, rapports orageux avec sa compagne (juive) puis échec brutal de son mariage. Contaminé au surplus par l'antisémitisme viennois ambiant, cet écrivain pourtant conservateur et individualiste à l'extrême va se laisser attirer par le nazisme et adhérera même au NSDAP, en partie aussi par opportunisme, en avril 1933. Ne parvenant pas à percer, il envisage en 1929 de se faire connaître en écrivant une chronique scandaleuse provisoirement intitulée Dicke Damen (grosses dames), reposant sur des rencontres érotiques réelles (suscitées par petites annonces) avec « Dame viennoise distinguée (israélite) d'environ 45 ans et d'une corpulence hors du commun ». Ce projet va se décaler et s'amplifier à partir de l'automne 1930 et de son divorce pour donner une première ébauche des Démons : un fragment de roman fortement teinté d'antisémitisme intitulé Die Dämonen der Ostmark (les démons de la Marche de l'Est). Avec ce terme médiéval exhumé à l'époque par les nazis pour désigner l'Autriche, l'auteur se positionnait clairement dans leur camp. C'est après la guerre et après avoir enfin atteint le succès avec L'Escalier du Strudlhof qu'il reprit le travail sur son projet « D.D. » (Dicke Damen et/ou Die Dämonen), l'expurgea autant que nécessaire, y ajouta quantité de scènes et de personnages nouveaux et l'amplifia considérablement, « produisant finalement au bout de cinq ans plus de 1 300 pages pour en "sauver" 400 ».

## Titre
Le titre est, en allemand, le même que celui du roman de Dostoïevski qui s'est longtemps intitulé en français Les Possédés. Ce n'est évidemment pas un hasard. On peut tout d'abord noter que le narrateur de Dostoïevski s'appelle G-ff (selon la transcription allemande) et que celui de Doderer, Geyrenhoff, écrit parfois lui-même son nom sous cette forme abrégée (par exemple vol. I, p. 14). Mais d'autres points communs sont plus substantiels.
L'un et l'autre romans se présentent comme une « chronique » tenue par un témoin qui ne peut rester neutre. Ils placent au centre de leur récit un groupe de personnes désignées comme « les nôtres ». Ils culminent dans un incendie volontaire de nature politique qui annonce des temps plus sombres. Doderer aurait d'ailleurs, selon ses propres dires, « démembré et réparti sur trois tables » un exemplaire du roman de Dostoïevski et minutieusement étudié sa construction. Au-delà de ces points de contact sûrement voulus mais anecdotiques, les deux romans sont toutefois profondément différents.  

## Résumé
Le chroniqueur Geyrenhoff est un ancien haut fonctionnaire de la Double Monarchie puis de la Première République, qui, insatisfait de ses fonctions rétrécies depuis la fin de l'empire et ayant pu, presque par hasard, sauver une partie suffisante de sa fortune laminée par la guerre et la défaite, aurait pris en 1926 une retraite précoce et se serait lancé dans cette entreprise. Plusieurs autres personnes y auraient collaboré sur sa demande, lorsque lui-même n'était pas le témoin direct de tel ou tel épisode. Ainsi les chroniqueurs, y compris le maître d'œuvre, sont aussi des acteurs des événements relatés. Ceux-ci se déroulent en 1926-1927, mais le texte que le lecteur a sous les yeux serait composé « aujourd'hui » (c'est-à-dire dans les années 1950).
L'action est bien trop complexe et ramifiée pour pouvoir être résumée. Le seul fil d'intrigue, assez ténu, qui court d'un bout à l'autre mais avec de longues absences est l'histoire d'une tentative de détournement d'héritage finalement mise en échec. Mais ce fil est pris dans un « tissu », selon le terme même de l'auteur-narrateur (vol. I, p. 15), qui ne cesse de se densifier au fil des pages. De nouveaux personnages viennent sans cesse s'y agréger et leurs histoires s'entrelacer avec ce qui existe déjà. Tout cela finit néanmoins par converger vers un point focal : les événements du 15 juillet 1927 à Vienne, où une manifestation d'ouvriers sociaux-démocrates contre l'acquittement de trois membres d'une milice de droite impliqués dans la mort d'un homme et d'un enfant tourna à l'émeute : le palais de justice fut incendié et les affrontements avec la police firent quatre-vingt-dix morts. En ce jour, les destinées de plusieurs personnages prennent un tournant décisif : une jeune femme entre en possession de l'héritage dont on avait voulu la dépouiller, subit un cuisant échec dans son projet de carrière musicale et renonce à celle-ci, se fiance avec son soupirant transi ; celui qui était jusque-là son amant, personnage peu courageux et fabulateur, meurt sur une barricade en un moment de vérité ; le chroniqueur, invétéré vieux garçon, trouve femme ; un jeune ouvrier prend enfin dans ses bras la veuve bourgeoise dont il s'était épris au premier regard ; un assassin trouve une mort sinistre et méritée…
C'est donc ici un événement public et historique qui constitue le moment décisif de toutes ces histoires privées. À la différence du roman précédent, la politique, voire la lutte de classes, est tout à fait présente : mais à l'arrière-plan et en surplomb, comme une sorte de menace sur la vie privée, la seule qui compte. Par ailleurs, et encore en une forme de refus de la politique, la responsabilité des violences du 15 juillet n'est attribuée ni à l'un ni à l'autre camp mais rejetée sur la pègre, qui aurait profité de l'occasion pour venir en masse régler ses comptes avec la police et la justice. 

## Personnages
Les Démons comptent environ 150 personnages.
L'éventail social représenté est large. On retrouve les milieux de bourgeois et de fonctionnaires de L'Escalier du Strudlhof, mais aussi des ouvriers et des aristocrates, des prostituées et des criminels, des chercheurs, des journalistes et même des scouts… 
Trois personnages au moins peuvent être considérés comme des alter ego de Doderer : Geyrenhoff, en tant qu'auteur du livre que le lecteur a dans les mains ; René Stangeler, par sa biographie (ancien mobilisé dans la cavalerie, fait prisonnier par les Russes et revenu en 1920, amant de Grete Siebenschein, etc.) ; Kajetan von Schlaggenberg, en tant que désespéré par son divorce, qu'écrivain impécunieux réduit à produire pour la presse et qu'initiateur du projet des « grosses dames ». Tous trois étaient déjà présents dans L'Escalier du Strudlhof, mais seul René y jouait un rôle important.
Les autres personnages principaux déjà présents dans L'Escalier sont :
- Grete Siebenschein, son merveilleux père, son insupportable mère, sa sœur Titi et son beau-frère Cornel Lasch, profiteur de guerre de moralité douteuse (mais pas totalement corrompu) ;
- Mary K. : elle revient d'Allemagne où elle s'était rendue, dans l'intervalle entre son accident qui clôt L'Escalier du Strudlhof et le début des Démons, pour se faire faire une prothèse de jambe et s'entraîner à s'en servir. Sa fille Trix va lui présenter l'ouvrier Leonhard dont elle a fait connaissance entre-temps et dont, peut-être, elle espère l'amour ; mais c'est de Mary que celui-ci va s'éprendre ;
- Otto von Eulenfeld, ancien capitaine de cavalerie allemand, jouisseur et fêtard, toujours suivi de son joyeux « troupeau » de copains (nettement marqués à droite).

De nombreux personnages importants sont nouveaux :
- Têti, la jeune sœur de Schlaggenberg : élevée en province, elle est venue à Vienne dans l'espoir d'une carrière de violoniste ; elle a les dons, mais il lui manque la fermeté de caractère indispensable. Elle devient la maîtresse de Gyurkicz, un dessinateur de presse hongrois trop élégant au passé politique trouble qui se prétend, sans grand fondement, de haute naissance. Il meurt sur une barricade le 15 juillet ;
- Leonhard Kakabsa est un ouvrier qui se prend de passion pour le latin et entreprend de s'y initier tout seul. Il est social-démocrate parce que cela va de soi dans sa position sociale mais répugne à tout engagement, tant amoureux que politique. Il fréquente quelque temps Trix, la fille de Mary, et s'éprend de cette dernière dès son retour d'Allemagne. Il s'agit avec ce personnage d'une pure invention sans modèle dans la réalité, ce qui est rare chez Doderer, et il n'avait pas non plus de précurseur dans Die Dämonen der Ostmark[15].
- le conseiller financier Levielle est un personnage pompeux et ridicule, mais peut-être malfaisant et en tout cas suspect (ce qui se confirmera). Il est d'origine française et, bien que rien ne l'indique ni ne le sous-entende, plusieurs commentateurs sérieux[16] en font un juif, vestige d'antisémitisme dans la version définitive du roman. Finalement ses louches combines échoueront.
- Anny Gräven est une honnête prostituée qui compte Schlaggenberg parmi ses clients, ce qui lui donne un rôle dans l'histoire principale. Plusieurs de ses amies figurent également parmi les personnages du roman, ainsi qu'un dangereux bandit et assassin, Meisgeier, un être effrayant décrit très tôt (vol. I, p. 51) pour disparaître ensuite pendant des centaines de pages, et qui est ainsi le premier surgissement du « démon » dans un décor encore tout paisible[17].

On peut ajouter, sans prétendre à l'exhaustivité : une lycéenne généreuse et sportive (Licea) et son père haut fonctionnaire (Gürtzner-Gontard), un homme d'affaires aux penchants érotiques quelque peu déviants (Jan Herzka), une veuve victime de craintes et hallucinations étranges (Anna Kapsreiter), un entomologiste américain spécialiste des papillons (Dwight Williams), une jeune secrétaire trilingue d'origine tchèque (Emma Drobil), beaucoup de « dames fortes » de bonne bourgeoisie qui aimeraient bien maigrir un peu, un prince bibliophile (Croix), etc.
Enfin, deux personnages historiques sont introduits dans le tissu du roman, sous leur vrai nom, par un lien de parenté avec le personnage fictif d'Anna Kapsreiter : l'ouvrier Mathias Csmarits et son neveu Josef Grössing, les deux victimes des miliciens d'extrême droite qui seront acquittés en juillet.

## Réception
Le livre fut un triomphe dès sa sortie: la critique fut enthousiaste (« Si nous avons qualifié L'Escalier du Strudlhof de sommet, alors il faut dire que Les Démons sont un massif montagneux tout entier » ; « En cet auteur exceptionnel, c'est un sage nommé Socrate qui nous est rendu » ; « Un grand moment de la littérature autrichienne » ; « Probablement le romancier de langue allemande le plus important de notre temps » ; « Le coup de génie le plus original qu'ait produit la littérature allemande d'après-guerre ». La plus haute distinction culturelle de l'État, le Großer österreichischer Staatspreis, fut décernée à l'auteur l'année suivante, on parla beaucoup de prix Nobel (ce qui était toutefois impensable pour un ex-membre du NSDAP). Le succès ne s'est pas démenti depuis et le livre a été à peu près constamment réimprimé. 
Les Démons ont été notamment traduits en anglais, français, espagnol, italien, polonais.